# Język wetar
Język wetar – język austronezyjski używany w Indonezji i Timorze Wschodnim – bądź według alternatywnej klasyfikacji – grupa blisko spokrewnionych języków austronezyjskich. Warianty te funkcjonują na terenach prowincji Moluki w Indonezji (m.in. na wyspie Wetar) oraz na wyspie Atauro w timorskim dystrykcie Dili. Są silnie rozdrobnione wewnętrznie.
W bazie serwisu Ethnologue (wyd. 19) zawarto pięć języków należących do gałęzi języków wetar: aputai, adabe (atauran), ili’uun, perai i tugun.